# Тастыколь
Тастыколь (каз. Тастыкөл) — упразднённое село в Денисовском районе Костанайской области Казахстана. Входило в состав Аятского сельского округа. Находится примерно в 53 км к северо-западу от районного центра, села Денисовка. Код КАТО — 394037400. Ликвидировано в 2013 году.

## Население
В 1999 году население села составляло 363 человека (184 мужчины и 179 женщин). По данным переписи 2009 года в селе проживало 65 человек (36 мужчин и 29 женщин).